# Marc Frey
Pour les articles homonymes, voir Frey.
Marc Frey, né 6 août 1981 à Backnang, est un coureur allemand du combiné nordique, médaillé d'or du championnat du monde junior.

## Carrière
Marc Frey participe à ses premières courses internationales lors de la saison 1998-1999 de la Coupe du monde B (actuellement la Coupe continentale). Il termine la saison avec une trentième place au classement général qui lui ouvre les portes de la Coupe du monde.
Sa meilleure position au classement général de la Coupe du monde est une 40e place obtenue lors de la saison 2003-2004. Il obtiendra son meilleur résultat individuel le 12 décembre 2003, dans le Val di Fiemme, où il termine à 22e place dans le sprint.
En Coupe continentale, il décroche dix podiums et cinq victoires. Il obtient son meilleur classement général durant la saison 2002-2003 de cette compétition, qu'il termine en troisième position derrière le vainqueur norvégien Magnus Moan et l'Allemand Matthias Mehringer.
En 2001, il participe au Championnat du monde juniors à Karpacz. Il y décroche la médaille d'or par équipes.
Frey met un terme à sa carrière sportive en 2005.

## Résultats

### Championnats du monde juniors
| rang | date             | lieu          | épreuve                                                                                          | temps du vainqueur | débours | vainqueur          |
| ---- | ---------------- | ------------- | ------------------------------------------------------------------------------------------------ | ------------------ | ------- | ------------------ |
| 21e  | 25 janvier 2000  | Štrbské Pleso | Gundersen K90/15 km                                                                              | 28:53,1            | +4:14,1 | Alexeï Zvetkov     |
| 4e   | 28 janvier 2000  | Štrbské Pleso | Relais K90/4 × 5 km Allemagne- Stephan Münchmeyer - Marc Frey - Mathias Mehringer - Marko Baacke | 56:52,3            | +1:06,2 | FIN                |
| 8e   | 31 janvier 2001  | Karpacz       | Sprint K-90/5 km                                                                                 | 14:07,7            | +56,5   | David Kreiner      |
| 13e  | 1er février 2001 | Karpacz       | Gundersen K90/10 km                                                                              | 29:35,7            | +3:08,5 | Norihito Kobayashi |
| 1er  | 3 février 2001   | Karpacz       | K85/4 × 5 km Allemagne- Matthias Mehringer - Marc Frey - Björn Kircheisen - Matthias Menz        | 658,0              | -       | -                  |

### Coupe du monde

#### Classement général
- saison 1998/1999 : 55e
- saison 2000/2001 : 48e
- saison 2002/2003 : -
- saison 2003/2004 : 40e

### Coupe Continentale

#### Classement général
- saison 1998/1999 : 30e
- saison 1999/2000 : 18e
- saison 2000/2001 : 16e
- saison 2001/2002 : 21e
- saison 2002/2003 : 03e
- saison 2004/2005 : 07e

#### Podiums dans l'ordre chronologique
| numéro | date             | lieu          | épreuve              | rang | débours | vainqueur        |
| ------ | ---------------- | ------------- | -------------------- | ---- | ------- | ---------------- |
| 1      | 3 mars 2000      | Klingenthal   | Sprint K90/7,5 km    | 1er  | -       | -                |
| 2      | 17 mars 2000     | Chamonix      | Gundersen K90/15 km  | 3e   | ?       | Frédéric Baud    |
| 3      | 15 janvier 2001  | Val di Fiemme | Gundersen K120/15 km | 1er  | -       | -                |
| 4      | 19 décembre 2002 | Park City     | Sprint K120/7,5 km   | 3e   | +43.4 s | Kenneth Braaten  |
| 5      | 10 janvier 2004  | Villach       | Sprint K90/7,5 km    | 1er  | -       |                  |
| 6      | 24 janvier 2004  | Karpacz       | Gundersen K85/15 km  | 3e   | +38.7 s | Mathieu Martinez |
| 7      | 25 janvier 2004  | Karpacz       | Sprint K85/7,5 km    | 1er  | -       | -                |
| 8      | 29 janvier 2005  | Klingenthal   | Gundersen HS85/15 km | 2e   | +0.1 s  | Mathieu Martinez |
| 9      | 5 février 2004   | Karpacz       | Gundersen HS94/15 km | 2e   | +0.4 s  | Ivan Rieder      |
| 10     | 6 février 2005   | Karpacz       | Sprint HS94/7,5 km   | 1er  | -       | -                |

### Grand Prix d'été

#### Classement général
- 2000 : 20e